# Valeria Golino
Pour les articles homonymes, voir Golino (homonymie).
Valeria Golino, née le 22 octobre 1965 à Naples, est une actrice, réalisatrice et productrice italienne.

## Biographie

### Jeunesse, formation et débuts
Second enfant d'un père italien, napolitain, et d'une mère peintre grecque, Valeria Golino grandit à Naples jusqu'à ce que ses parents déménagent. Elle est la nièce du journaliste Enzo Golino, et également la sœur du saxophoniste Alex Golino.
Après trois ans passés à Athènes avec sa mère et trois ans à Naples avec son père, elle commence à travailler comme mannequin à l'âge de quatorze ans. Elle quitte l'école après son premier film. En plus de l'italien, sa langue maternelle, elle parle couramment  grec, français et anglais.

### Carrière
En 1985, Valeria Golino obtient le premier rôle dans Piccoli fuochi. L'année suivante, elle remporte le prix de la meilleure actrice à la Mostra de Venise pour son rôle dans Storia d'amore.
Après quelques rôles dans des coproductions européennes, elle entame une carrière à Hollywood (Big Top Pee-Wee en 1988) et obtient les premiers rôles féminins dans Rain Man, Hot Shots! et Hot Shots! 2 de Jim Abrahams,,.
À partir de la première moitié des années 2000, elle apparaît moins dans des films américains et travaille surtout en Europe, principalement dans son pays natal mais aussi en France. Elle est remarquée dans Respiro d'Emanuele Crialese en 2002 et Actrices de Valeria Bruni Tedeschi en 2007.
En 2013, elle réalise son premier long métrage, Miele, présenté au Festival de Cannes 2013, dans la section Un certain regard. Très bien accueilli,,, il est récompensé à Cannes d'une mention spéciale par le jury œcuménique, qui précise : « Le film offre un regard complexe et sans préjugés sur le thème actuel de l'euthanasie. Avec pudeur et maîtrise, la réalisatrice partage avec le public les doutes et le malaise d'une jeune femme qui aide les malades en phase terminale à mourir : à chacun la liberté et la responsabilité de prendre position. »
Son second long-métrage, Euforia, sort en 2018 et raconte la relation de deux frères.

### Membre de jurys
En 1998, Valeria Golino est membre du jury des longs métrages du 46e Festival international du film de Saint-Sébastien, présidé par Jeremy Thomas.
En 2004, elle est membre du jury des longs métrages du 4e Festival international du film de Marrakech, présidé par Alan Parker. Les comédiens Rosanna Arquette, Laura Morante et Guillaume Canet font également partie du jury.
En 2008, elle est membre du jury international lors du 65e Festival de Venise, présidé par Wim Wenders.

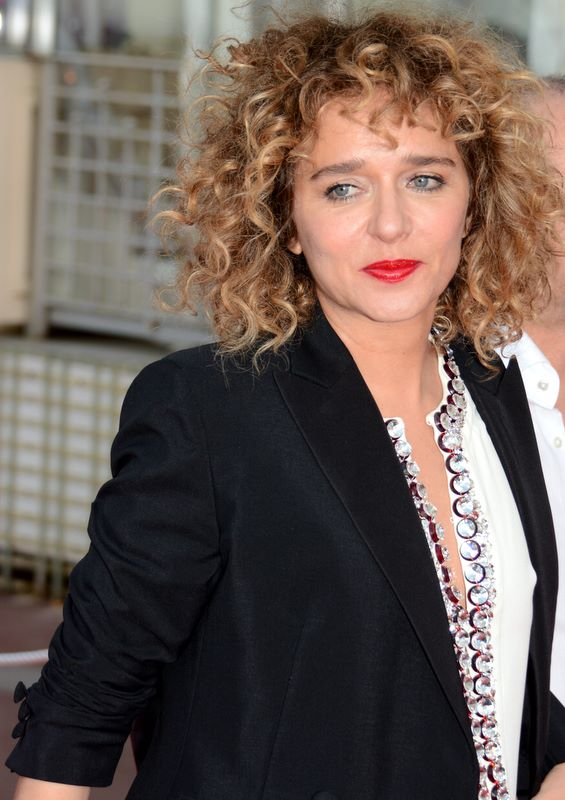
Valeria Golino en 2014.

En 2014, elle est membre du jury de la section Best First Feature Award lors de la 64e Festival de Berlin.
En octobre 2015, elle préside le jury du 4e Festival international du film indépendant de Bordeaux.
En décembre 2015, elle est membre du jury courts métrages du 15e Festival international du film de Marrakech, présidé par Joachim Lafosse.
En mai 2016, elle est membre du jury des longs métrages lors du 69e Festival de Cannes, présidé par George Miller aux côtés de l'actrice Kirsten Dunst, de la chanteuse Vanessa Paradis, de la productrice Katayoun Shahabi, des acteurs Mads Mikkelsen et Donald Sutherland, et des réalisateurs Arnaud Desplechin et László Nemes.
En mars 2017, elle fait partie du jury du 9e Festival international du film policier de Beaune, présidé par Jean-Paul Rappeneau, aux côtés de Valérie Donzelli, Éric Elmosnino, Audrey Fleurot, Éric Lartigau, François Levantal et Hugues Pagan.
En septembre 2019, elle fait partie du jury de la compétition officielle, présidé par Catherine Deneuve, lors du 45e Festival du cinéma américain de Deauville.
En mai 2022, elle préside le jury de la section « Un certain regard » du 75e Festival de Cannes.

### Vie privée
En 2004, Valeria Golino rencontre l'acteur Riccardo Scamarcio sur le tournage du film Texas (it) (2005) de Fausto Paravidino et partage dès lors sa vie. Après une annonce de mariage en 2015 (qui n'a pas eu lieu), les deux annoncent leur séparation en avril 2017.

## Filmographie

### Actrice

#### Années 1980
- 1983 : Scherzo del destino in agguato dietro l'angolo come un brigante da strada de Lina Wertmüller – Adalgisa De Andreiis
- 1984 : Sotto.. sotto.. strapazzato da anomala passione de Lina Wertmüller –
- 1984 : Onde de choc (en) (Blind Date) de Nico Mastorakis – fille en bikini
- 1985 : Piccoli fuochi de Peter Del Monte – Mara
- 1985 : Attention privés ! (Detective School Dropouts) de Filippo Ottoni – Caterina
- 1986 : Storia d'amore de Francesco Maselli – Bruna Assecondati
- 1987 : Figlio mio, infinitamente caro... de Valentino Orsini – Francesca
- 1987 : Dernier Été à Tanger d'Alexandre Arcady – Claudia Marchetti
- 1987 : Les Lunettes d'or (Gli occhiali d'oro) de Giuliano Montaldo – Nora Treves
- 1988 : Trois Sœurs (Paura e amore) de Margarethe von Trotta – Sandra Parini
- 1988 : Big Top Pee-Wee de Randal Kleiser – Gina Piccolapupula
- 1988 : Rain Man de Barry Levinson – Susanna
- 1989 : Les Eaux printanières (Torrents of Spring) de Jerzy Skolimowski – Gemma Rosselli

#### Années 1990
- 1990 : Tracce di vita amorosa (it) de Peter Del Monte – Lucia
- 1990 : La Putain du roi (The King's Whore) d'Axel Corti – Jeanne de Luynes
- 1991 : Hot Shots! de Jim Abrahams – Ramada Thompson
- 1991 : The Indian Runner de Sean Penn – Maria
- 1991 : L'Année de plomb (Year of the Gun) de John Frankenheimer – Lia
- 1992 : Puerto Escondido de Gabriele Salvatores – Anita
- 1993 : Hot Shots! 2 de Jim Abrahams – Ramada Rodham Hayman
- 1994 : Trou de mémoire (Clean Slate) de Mick Jackson – Sarah Novak / Beth Holly
- 1994 : Comme deux crocodiles (Come due coccodrilli) de Giacomo Campiotti – Marta
- 1994 : Ludwig van B. (Immortal Beloved) de Bernard Rose : Giulietta Guicciardi
- 1995 : Leaving Las Vegas de Mike Figgis – Terri
- 1995 : Groom Service (épisode The Missing Ingredient) d'Allison Anders – Athena
- 1996 : Escoriandoli (it) d'Antonio Rezza (it) – Ida
- 1996 : Los Angeles 2013 (Escape from L.A.) de John Carpenter – Taslima
- 1996 : I sfagi tou kokora (Η σφαγή του κόκορα) d'Andreas Pantzis (el) –
- 1996 : Aux portes de l'enfer (An Occasional Hell) de Salomé Breziner (en) – Elizabeth Laughton
- 1997 : Les Acrobates (it) (Le acrobate) de Silvio Soldini – Maria
- 1998 : L'Arbre aux seringues (L'albero delle pere) de Francesca Archibugi – Silvia
- 1998 : Side Streets (en) de  Tony Gerber – Sylvie Otti
- 1999 : Spanish Judges (en) d'Oz Scott – Jamie
- 1999 : La vita che verrà (it) (feuilleton télévisé) – Nunzia
- 1999 : Le Dernier Harem (Harem Suare') de Ferzan Özpetek – Anita

#### Années 2000
- 2000 : To Tama (Το Τάμα) d'Andreas Pantzis (el) – Afroditi
- 2000 : Ce que je sais d'elle... d'un simple regard (Things You Can Tell Just by Looking at Her) - épisode Goodnight Lilly, Goodnight Christine de Rodrigo García – Lilly
- 2000 : Ivans Xtc de Bernard Rose – Constanza Vero
- 2000 : Controvento de Peter Del Monte – Nina
- 2001 : Hotel de Mike Figgis – Actrice italienne
- 2002 : L'inverno de Nina Di Majo – Anna
- 2002 : Respiro d'Emanuele Crialese – Grazia
- 2002 : Frida de Julie Taymor – Lupe Marín
- 2002 : Jules César (téléfilm) d'Uli Edel – Calpurnie
- 2003 : Prendimi e portami via (it) de Tonino Zangardi – Luciana
- 2004 : San-Antonio de Frédéric Auburtin – L'Italienne
- 2004 : Alive de Frédéric Berthe – Elisa
- 2004 : 36 Quai des Orfèvres d'Olivier Marchal – Camille Vrinks
- 2005 : La guerra di Mario d'Antonio Capuano – Giulia
- 2005 : Texas (it) de Fausto Paravidino – Maria
- 2005 : Olé ! de Florence Quentin – Carmen Holgado
- 2006 : A casa nostra de Francesca Comencini – Rita
- 2007 : Ma place au soleil d'Éric de Montalier – Sandra
- 2007 : La Fille du lac (La ragazza del lago) d'Andrea Molaioli – Chiara Canali
- 2007 : Lascia perdere, Johnny! de Fabrizio Bentivoglio – Annamaria
- 2007 : Actrices de Valeria Bruni Tedeschi – Natalia Petrovna
- 2007 : Il sole nero de Krzysztof Zanussi – Agata
- 2008 : Ca$h d'Éric Besnard – Julia
- 2008 : Caos calmo d'Antonello Grimaldi – Marta
- 2009 : Les Beaux Gosses de Riad Sattouf – Fille de la vidéo
- 2009 : Giulia non esce la sera de Giuseppe Piccioni – Giulia
- 2009 : L'Homme noir (it) (L'uomo nero) de Sergio Rubini – Franca Rossetti

#### Années 2010
- 2010 : La scuola è finita (it) de Valerio Jalongo (it) – Daria Quarenghi
- 2010 : L'amore buio (it) d'Antonio Capuano – psychologue pénitentiaire
- 2011 : La kryptonite nella borsa – Rosaria
- 2011 : Un baiser papillon de Karine Silla – Billie
- 2013 :  Ouf de Yann Coridian – Giovanna
- 2013 : Comme le vent de Marco Simon Puccioni – Armida Miserere
- 2013 : Jacky au royaume des filles de Riad Sattouf – Bradi Vune
- 2013 : Les Opportunistes (Il capitale umano) de Paolo Virzì – Roberta
- 2014 : Le Garçon invisible (Il ragazzo invisibile) de Gabriele Salvatores – Giovanna
- 2015 : La Vie très privée de Monsieur Sim de Michel Leclerc – Luigia
- 2015 : Par amour de Giuseppe M. Gaudino – Anna Ruotolo
- 2016 : La vita possibile d'Ivano De Matteo – Carla
- 2017 : Emma (it) (Il colore nascosto delle cose) de Silvio Soldini – Emma
- 2018 : Ma fille de Laura Bispuri – Tina
- 2018 : Les Estivants de Valeria Bruni Tedeschi – Elena
- 2018 : Le Garçon invisible : Deuxième génération (Il ragazzo invisibile - Seconda generazione) de Gabriele Salvatores – Giovanna Silenzi
- 2019 : Dernier Amour de Benoît Jacquot – La Cornelys
- 2019 : Portrait de la jeune fille en feu de Céline Sciamma – La Comtesse
- 2019 : Adults in the Room de Costa-Gavras – Danae Stratou
- 2019 : Cinq est le numéro parfait (Cinque è il numero perfetto) de Igort – Rita
- 2019 : Volare de Gabriele Salvatores - Elisa

#### Années 2020
- 2020 : Lasciami andare de Stefano Mordini : Perla
- 2020 : Fortuna (it) de Nicolangelo Gelormini : Rita / Gina
- 2021 : Occhi blu de Michela Cescon : Valeria
- 2021 : The Morning Show : Paola Lambruschini (série TV)
- 2022 : La Vie mensongère des adultes (La vita bugiarda degli adulti) : Vittoria (série TV)
- 2022 : Marcel ! de Jasmine Trinca
- 2023 : Te l'avevo detto de Ginevra Elkann : Pupa
- 2024 : Maria de Pablo Larraín : Yakinthi Callas
- 2025 ! Fuori de Mario Martone : Goliarda Sapienza

### Réalisatrice
- 2010 : Armandino e il madre (court-métrage)
- 2013 : Miele
- 2018 : Euforia

### Scénariste
- 2010 : Armandino e il madre (court-métrage)
- 2013 : Miele
- 2018 : Euforia

### Productrice
- 1996 : I sfagi tou kokora (Η σφαγή του κόκορα) d'Andreas Pantzis (el)
- 2001 : To tama  (Το Τάμα) d'Andreas Pantzis (el)
- 2012 : L'uomo doppio de Cosimo Terlizzi (it)
- 2015 : The Time of a Young Man About to Kill de Neritan Zinxhiria (court-métrage)
- 2016 : Pericle il nero de Stefano Mordini

## Distinctions

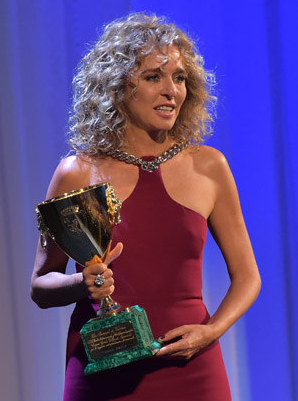
Valeria Golino avec sa Coupe Volpi de la meilleure interprétation féminine pour le film Par amour (2015).

### Récompenses
- Mostra de Venise 1986 : Coupe Volpi de la meilleure interprétation féminine pour Storia d'amore
- Syndicat national des journalistes cinématographiques italiens 1987 : Ruban d'argent de la meilleure actrice pour Storia d'amore
- Syndicat national des journalistes cinématographiques italiens 2002 : Ruban d'argent de la meilleure actricepour Respiro
- Festival international du film de Mons 2003 : meilleure actrice pour Respiro
- David di Donatello 2006 : David di Donatello de la meilleure actrice pour La guerra di Mario
- Syndicat national des journalistes cinématographiques italiens 2013 : Ruban d'argent du meilleur nouveau réalisateur pour Miele
- David di Donatello 2014 : David di Donatello de la meilleure actrice dans un second rôle pour Les Opportunistes
- Mostra de Venise 2015 : Coupe Volpi de la meilleure interprétation féminine pour Par amour
- David di Donatello 2020 : meilleure actrice dans un second rôle pour 5 est le numéro parfait

### Nominations
- David di Donatello 2020 : David di Donatello de la meilleure actrice pour Respiro
- Syndicat national des journalistes cinématographiques italiens 2004 : Ruban d'argent de la meilleure actrice pour Prendimi e portami via (it)

## Voix françaises
- Gabriella Bonavera dans :
  - Rain Man
  - Les Eaux printanières
  - L'Année de plomb
  - Trou de mémoire
  - Il sole nero

Mais aussi :
- Magaly Berdy dans Ludwig van B.